# 宗人增四
蛇夫座74，又名BD+03 3680，HD 168656、SAO 123377、HR 6866，是蛇夫座的一颗恒星，视星等为4.86，位于銀經32.46，銀緯8.34，其B1900.0坐标为赤經18h 15m 52.5s，赤緯+3° 8.34′ 56″。